# Nicea
Nicea (in greco antico: Νίκαια?, Níkaia; in latino Nicaea) era un'antica città dell'Asia Minore, situata sulle rive del lago Ascanio, nel luogo dove sorge İznik, città della Turchia.
Fondata in Bitinia nel 316 avanti Cristo da Antigono Monoftalmo, che le diede il nome di Antigonea, già nel 301 a.C. Lisimaco la ridenominò in Nicea, in onore della prima moglie. Nel corso della storia fu teatro di importanti eventi. La battaglia di Nicea che vi si svolse nel dicembre 193 d.C. fra Pescennio Nigro e Lucio Settimio Severo fu un importante episodio della guerra civile romana, poi vi si svolse il primo concilio ecumenico cristiano, ovvero il Primo concilio di Nicea, convocato dall'imperatore romano Costantino nel 325 d.c. e poi nel 787 il Secondo concilio di Nicea, indetto dall'imperatrice di Bisanzio Irene d'Atene.
Nel corso del Medioevo, subì quattro assedi, di cui il primo avvenne nel 1077, nell'ambito di una delle guerre bizantino-selgiuchidi, mentre il secondo nel 1097, in concomitanza della prima crociata. Un terzo attacco avvenne nel 1113, durante le Guerre bizantino-selgiuchidi, poi dopo l'Assedio di Costantinopoli divenne dal 1204 al 1261 capitale dell'Impero di Nicea, infine durante Guerre bizantino-ottomane subì l'ultimo assedio nel 1331.

## Fondazione
Esistono varie leggende sulla fondazione di Nicea. Una dice che venne fondata in onore della ninfa Nicea da Dioniso o, secondo altri, da Ercole. Un'altra leggenda narra venne fondata col nome di Angorê (Άνγκόρη) o Hélicorê (Έλικόρη) dai Bottiei, una terza infine tramanda la versione della fondazione da parte di soldati greci di Alessandro Magno originari di Nicea di Locride.

## Epoca romana
A partire dal 74 avanti Cristo Nicea entrò nella sfera d'influenza dell'Impero romano, di cui divenne un importante snodo stradale e spesso rivaleggiò con Nicomedia per importanza. Plinio il Giovane, durante il proprio mandato di Governatore della provincia di Bitinia e Ponto la abbellì, così come l'imperatore Claudio. In seguito Adriano, attorno al 123, probabilmente fece erigere delle fortificazioni, la cui costruzione tuttavia fu completa solo dopo il 253, dopo l'invasione dei Goti, su ordine di Claudio il Gotico. Altri imperatori la tennero in considerazione: prima Costantino la designò come sede dell'omonimo concilio, che vi si tenne nel 325, quindi dopo il terremoto del 368 Valente ne auspicò la ricostruzione, Valentiniano addirittura vi fu incoronato come imperatore ed infine durante il regno di Giustiniano vi fu un ulteriore impulso allo sviluppo architettonico ed urbanistico.

## Epoca bizantina

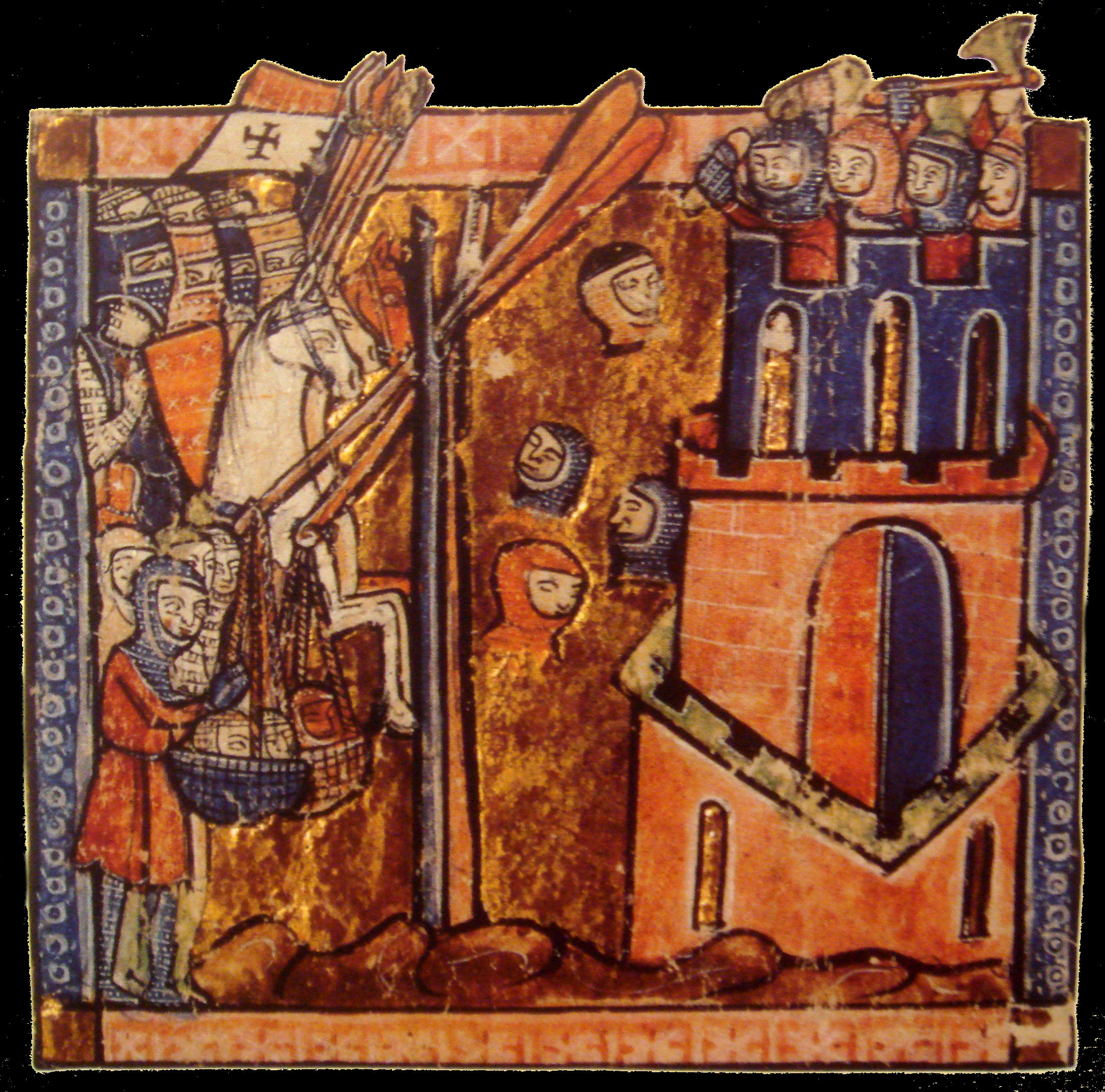
L'assedio di Nicea del 1097. Avvenuto nell'ambito della prima crociata, restituì il possesso della città ai bizantini, dopo che essi tempo prima lo avevano perso a favore dei Selgiuchidi

A partire dal IV secolo Nicea divenne una grande e prospera città, nonché un centro amministrativo e militare prima dell'Impero romano, e poi dell'Impero romano d'Oriente dalla cui capitale Costantinopoli distava solo 100 chilometri. Già nel 325 l'imperatore Costantino il Grande vi convocò il primo concilio ecumenico, durante il quale venne approvato il cosiddetto Simbolo niceno-costantinopolitano. Dalla metà del VII secolo fino al 1230 fece parte del Thema di Opsikion, di cui fu anche capitale, ruolo in precedenza coperto dalla città di Ancyra.

## Impero di Nicea

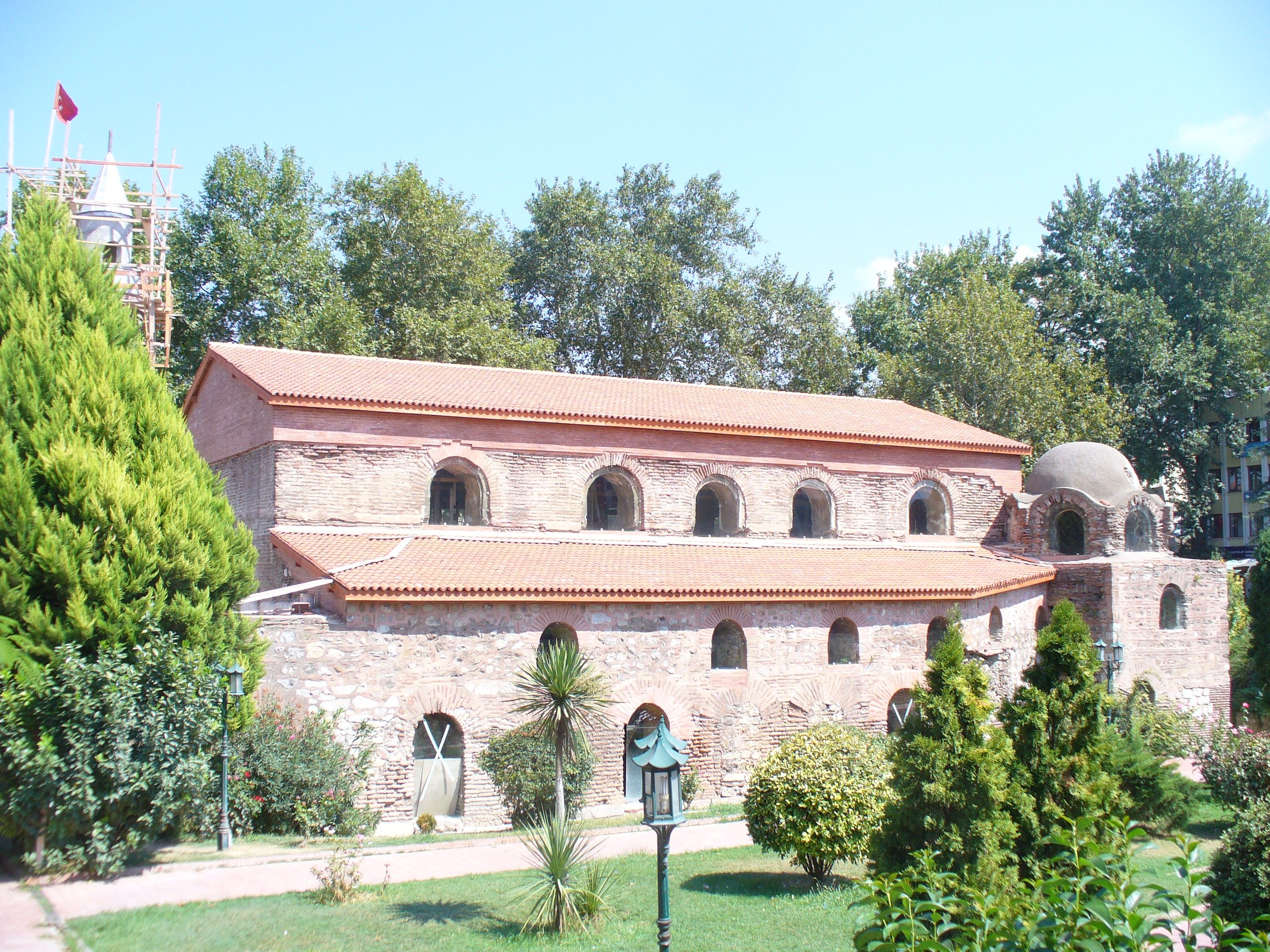
La chiesa di Santa Sofia

Nel 1204, dopo la caduta di Costantinopoli per mano dei crociati durante la quarta crociata, divenne capitale dell'Impero di Nicea fino al 1261, anno in cui Michele VIII Paleologo dopo aver ripreso Costantinopoli vi rispostò la capitale dell'Impero bizantino, segnando la fine dell'Impero latino.

## Epoca ottomana

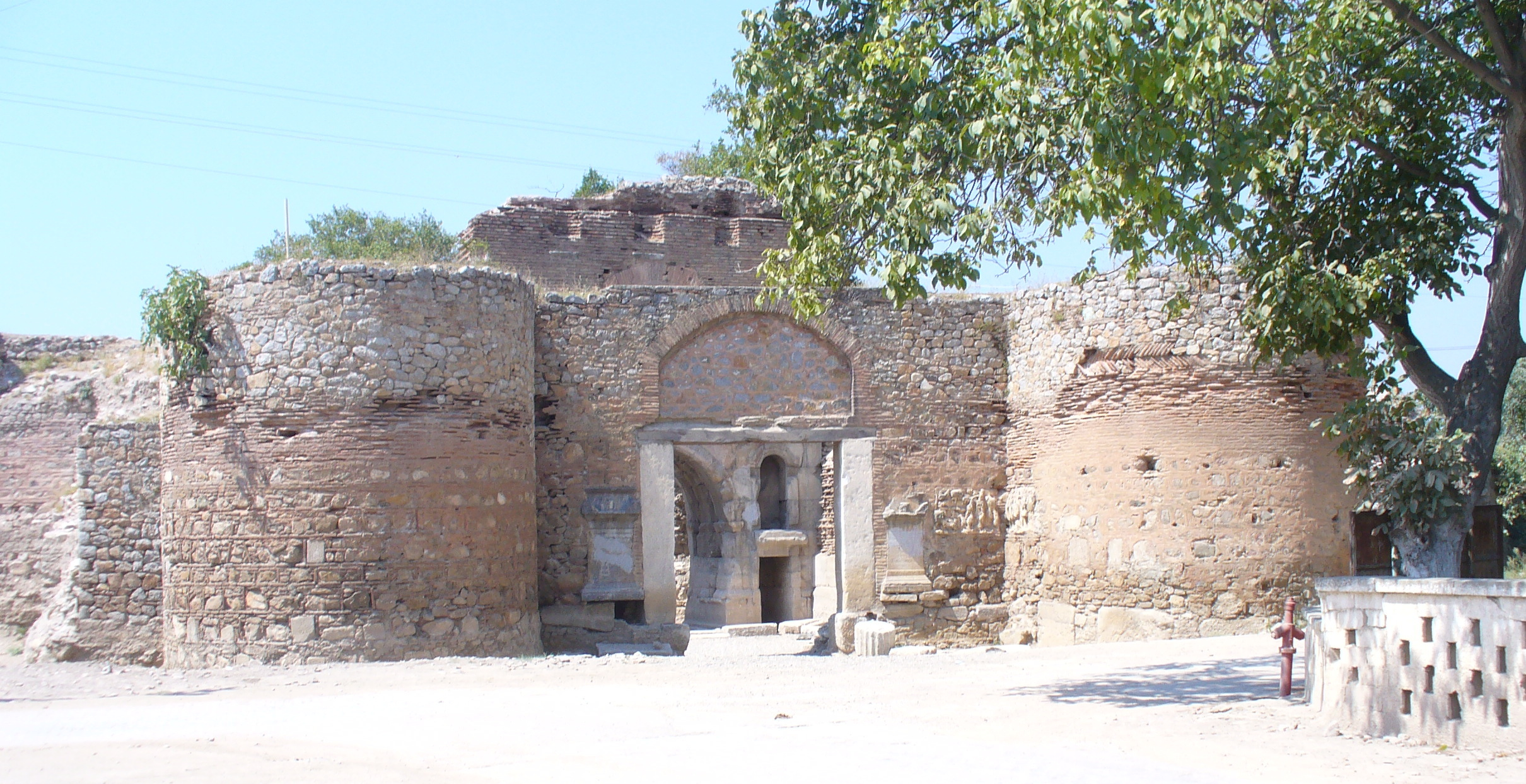
La porta di Lefke

A partire dal 1328, Nicea venne assediata e poi nel 1331 conquistata dalle truppe comandate da Orhan I, secondo Sultano del nascente Impero ottomano, che segnò un cambiamento epocale nella storia della città: non solo molti monumenti ed edifici delle epoche precedenti vennero demoliti per costruire nuovi palazzi e moschee, ma alla città venne assegnato il nuovo nome di İznik, che conserva tuttora. Per brevi periodi fu capitale del Sultanato di Nicea.